# Shavo Odadjian
Shavarsh (Shavo) Odadjian (Armeens: Շավո Օդաջյան) (Jerevan, 22 april 1974) is een Armeens-Amerikaans bassist en is de bassist van de band System Of A Down.

## Biografie
Toen Shavo jong was besteedde hij al zijn tijd aan skateboarden en het beluisteren van punk, rock en heavy-metalmuziek. Zijn lievelingsbands waren toen The Pink Angel, Dead Kennedys, KISS en Black Sabbath. Shavo verhuisde naar Los Angeles (Verenigde Staten) en groeide daar op bij zijn oma. Door de dood van zijn grootmoeder verloor hij het vertrouwen in God.
Op de Alex Pilibos Elementary School in Los Angeles (een Armeense school) ontmoette hij Daron Malakian en Serj Tankian, al zaten ze niet in dezelfde klas. 
In 1993 werd Shavo manager van de band Soil van Serj en Daron en in 1995 werd hij de bassist. De band veranderde haar naam in System Of A Down, naar het gedicht Victims of a down van Daron Malakian.
Naast basgitarist is hij ook een dj.
- Bibsys: 5071363
- Bibliothèque nationale de France: cb14054535r (data)
- International Standard Name Identifier: 0000 0003 8679 0746
- MusicBrainz: e68f2984-b0e9-42d7-b132-9570b7c75e29
- Nationale Bibliotheek van Tsjechië: xx0199246
- Virtual International Authority File: 263787349